# Lepidoderma
Lepidoderma ist eine weit verbreitete Gattung von Schleimpilzen der Myxogastria. Sie umfasst neun Arten.

## Merkmale
Die Fruchtkörper sind ungestielte bis gestielte Sporokarpe oder Plasmodiokarpe. Der dauerhafte Hypothallus ist membranartig dünn bis verdickt. Das Peridium besteht aus einer oder zwei membranartig dünnen oder knorpelartigen Lagen, die mit einer Schicht aus Kalkkristallen bedeckt sind, die entweder eine Kruste bildet oder stern-, schuppen- oder kugelförmig ausgebildet ist. Das Peridium öffnet sich nur unregelmäßig. Columella oder Pseudocolumella fehlen meist.
Das einfach verzweigte und querverbundene Capillitium ist kalkfrei, fädig dünn und leicht gebogen, ausgenommen bei Lepidoderma granuliferum. Die Sporen sind in der Masse schwarzbraun bis schwarz, im Durchlicht braun bis dunkelbraun, ihre Oberfläche ist grob- bis feinstachelig.

## Verbreitung
Lepidoderma-Arten sind meist montan verbreitet, vielfach leben sie nivicol. Sie sind weit über den Globus verbreitet, Nachweise fehlen aber aus Afrika und Südamerika.

## Systematik und Forschungsgeschichte
Die Gattung wurde 1873 von Anton de Bary erstbeschrieben, Typusart ist Lepidoderma tigrinum.Lepidoderma umfasst neun Arten:
- Lepidoderma tigrinum
- Lepidoderma aggregatum
- Lepidoderma carestianum
- Lepidoderma crassipes
- Lepidoderma didermoides
- Lepidoderma granuliferum
- Lepidoderma stipitatum
- Lepidoderma crustaceum
- Lepidoderma takahashii

## Nachweise
Fußnoten direkt hinter einer Aussage belegen die einzelne Aussage, Fußnoten direkt hinter einem Satzzeichen den gesamten vorangehenden Satz. Fußnoten hinter einer Leerstelle beziehen sich auf den kompletten vorangegangenen Absatz.
1. 1 2 3 4  Hermann Neubert, Wolfgang Nowotny, Karlheinz Baumann, Heidi Marx: Die Myxomyceten Deutschlands und des angrenzenden Alpenraumes unter besonderer Berücksichtigung Österreichs. Bd. 2, Karlheinz Baumann Verlag, Gomaringen 2000, ISBN 3-929822-01-6, S. 142.
2. ↑  Michael J. Dykstra, Harold W. Keller: Mycetozoa In: John J. Lee, G. F. Leedale, P. Bradbury (Hrsg.): An Illustrated Guide to the Protozoa. Band 2. Allen, Lawrence 2000, ISBN 1-891276-23-9, S. 980 (englisch).